# Van Voorst tot Voorst

Het familiewapen van de familie van Voorst tot Voorst

Van Voorst tot Voorst is een oud adellijk riddergeslacht uit Overijssel dat sinds 1814 tot de Nederlandse adel van het koninkrijk behoort en waarvan een tak tot de Belgische adel behoort.

## Geschiedenis
De bewezen stamreeks begint met Fredericus van Hekeren (van der Ese), die in 1295 wordt vermeld als knape, in 1305 als ridder, raad was van graaf Reinald van Gelre en in 1320 overleed. Diens kleinzoon Frederik van Heeckeren van der Eze (-1386), verwierf door zijn huwelijk met Lutgardis van Voorst het kasteel Rechteren in de gelijknamige buurtschap bij Dalfsen. De graven Van Rechteren stammen eveneens in mannelijke lijn af van deze Fredericus van Hekeren.
Ten tijde van de Republiek (1588-1795) kozen de meeste familieleden noodgedwongen voor een militaire loopbaan, omdat zij als katholieken geen openbare bestuursfuncties meer mochten uitoefenen. Gedurende de 19e en de 20e eeuw hebben verscheidene familieleden belangrijke bestuurlijke ambten bekleed.
Bij Souverein Besluit van 28 augustus 1814 werd een nazaat benoemd in de ridderschap van Overijssel waarmee hij en zijn nageslacht tot de moderne Nederlandse adel gingen behoren; in 1820 werd voor leden van het geslacht de titel van baron (op allen) erkend.
Een tak behoort inmiddels tot de Belgische adel: kinderen uit het tweede huwelijk van Franciscus baron van Voorst tot Voorst (1884-1955) met jkvr. (Belgisch: burggravin) Antoinette van Aefferden (1895-1976) lieten zich incorporeren in de Belgische adel op grond van het SB uit 1814.

## Enkele telgen
Josephus Joannes Franciscus Antonius Mathias baron van Voorst tot Voorst en Schadewijk, heer van Schadewijck (1767-1841), generaal-majoor
- Louis Herman Joseph baron van Voorst tot Voorst en Schadewijk, heer van Schadewijck (1799-1867), kolonel en militiecommissaris van Zutphen
  - Leopold lozef Jan Henri Eduard baron van Voorst tot Voorst, heer van Schadewijck (1830-1896), notaris; trouwde in 1864 met Ludovica Beatrix Philomena Mechtildis Theresia barones de Bounam de Ryckholt (1843-1925), dochter van Mechtildis Anna Maria Josepha Antonia barones van Voorst tot Voorst (1801-1881) en Adolphe François Antoine Joseph baron de Bounam de Rijckholt (1800-1868)
    - Jan Frederik Louis Joseph Adolph Maria baron van Voorst tot Voorst, heer van Schadewijck (1873-1931), burgemeester van Belfeld

  - Maria Anna Theodorine Louise Antoinette Caroline barones van Voorst tot Voorst (1833-1858); trouwde in 1857 met Arthur Isodorius Marie Celestinus de Posson (1828-1909), generaal-majoor
  - Frederik Joseph Henri baron van Voorst tot Voorst (1837-1906), burgemeester van Pannerden (1866-1870) en van Zevenaar (1871-1906).

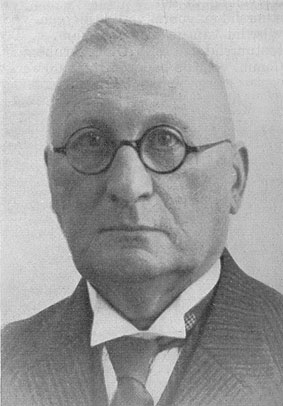
Louis François Joseph Maria van Voorst tot Voorst

- -     - Louis François Joseph Maria baron van Voorst tot Voorst (1870-1939), lid Tweede en Eerste Kamer
    - Arma Josephina Frederica Gijsbertha Maria barones van Voorst tot Voorst (1878-1938); trouwde in 1901 met Adolphus Ludovicus Wilhelmus baron van Hugenpoth tot Aerdt (1863-1913), burgemeester
- Augustus Everhardus Daniëlis Fredericus baron van Voorst tot Voorst, heer van de Ploen (1807-1881), burgemeester, hoofdingeland
  - Beatrix Maria Françoise Esther barones van Voorst tot Voorst (1847-1936), schrijfster van Freule Lucie onder de naam Mevr. Abbink, Bsse van Voorst tot Voorst
  - Hiddo Hendrik Eduard baron van Voorst tot Voorst (1850-1910), luitenant grenaders en jagers
    - Elisabeth Maria Josepha Alphonsa barones van Voorst tot Voorst (1884-1957); trouwde in 1914 met Fredericus Maria Alphonsus Josephus ridder de van der Schueren (1878-1965), burgemeester van Oosterhout.
    - Isla Francisca Alphonsa Titia Maria barones van Voorst tot Voorst (1885-1960); trouwde in 1918 met jhr. Hubert Emile Marie van Nispen tot Pannerden (1878-1942), burgemeester van Klimmen
- Eduwardus Ludovicus baron van Voorst tot Voorst (1810-1891), lid Provinciale en Gedeputeerde Staten van Gelderland
  - Joanna Maria barones van Voorst tot Voorst, vrouwe van Onstein en de Ploen (1841-1933); trouwde in 1872 met  Alexander Amandus Josephus Canisius baron van der Heyden, heer van Doornenburg en Suideras (1813-1879), waarna de Ploen overgaat naar dit geslacht
    - Jan Joseph Godfried baron van Voorst tot Voorst (1846-1931), luitenant-generaal, voorzitter Eerste Kamer
      - Cuno Eduard Willem baron van Voorst tot Voorst (1876-1961), luitenant-kolonel
        - Clemens Louis Willem Marie baron van Voorst tot Voorst (1911-2000), majoor
          - Marie Joséphine Eleonore barones van Voorst tot Voorst (1946); trouwde in 1968 met jhr. Otto Johannes Ernst van der Mieden (1945), poppenspeler, eigenaar poppenspelmuseum
          - Reinilda Celine Made barones van Voorst tot Voorst (1950); trouwde in 1974 met Egbertus Franciscus Maria Reijnen (1951), beeldhouwer

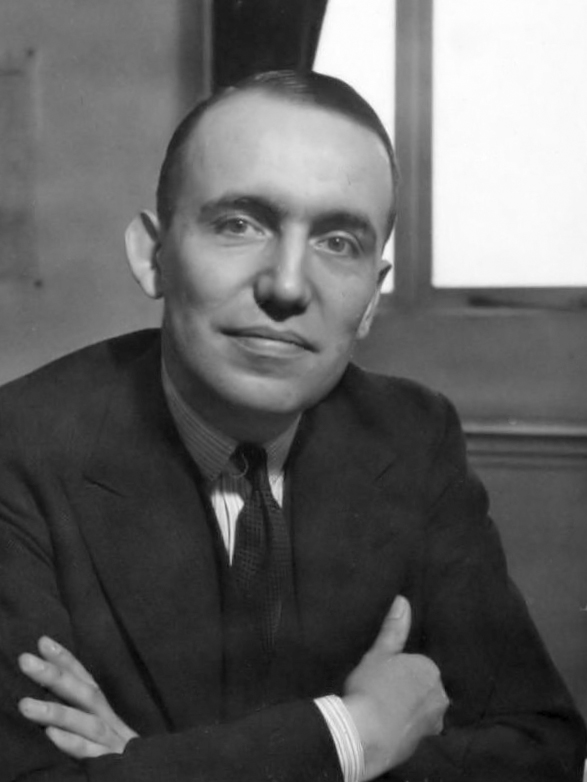
Sweder Godfried Maria van Voorst tot Voorst

- -     -       - Willem Comelis Joannes Josephus baron van Voorst tot Voorst (1877-1947), notaris, lid Gedeputeerde Staten van Zuid-Holland, dijkgraaf van Delfland; trouwde in 1909 met Johanna Alphonsa Maria Hanlo (1880-1945), dochter van Maria Christina Reinalda Heerkens, vrouwe in Melissant, Noorderschorre, Wellestrijpe, St.-Elisabethspolder, Altekleen en de Vijf Gorzen
        - Mr. Sweder Godfried Maria baron van Voorst tot Voorst (1910-1988), ambassadeur
        - Anna Aleida Cunegonda Maria barones van Voorst tot Voorst, vrouwe in Melissant, Noorderschorre, Wellestrijpe, St.-Elisabethspolder, Altekleen en de Vijf Gorzen (1914-2001)
        - Mr. dr. Joan Maria Willem baron van Voorst tot Voorst (1923-2005), jurist en kunsthistoricus

      - Ir. Eduard Louis Alexander baron van Voorst tot Voorst (1878-1944), ingenieur
        - Godfried Frans Maria baron van Voorst tot Voorst (1907-1983), burgemeester van Den Dungen
        - Paulina Wilhelmina Maria barones van Voorst tot Voorst (1914-2005); trouwde in 1940 met mr. Marcel Charles Octave Marie Robert Magnee (1910-Neuengamme, 1945), burgemeester
        - Arthur Euphemius Maria baron van Voorst tot Voorst (1922-1995), brigadegeneraal

      - Jan Joseph Godfried van Voorst tot Voorst (1880-1963), generaal; trouwde in 1948 met jkvr. Joanna Maria Alfrida Louisa Ruijs de Beerenbrouck, vrouwe in Suideras (1910-1992), dochter van Jhr. mr. Charles Ruijs de Beerenbrouck, heer van Beerenbrouck en Wolfrath (1873-1936), premier en minister en jkvr. Maria Josephina Ernestina Alexandrina van der Heijden, vrouwe van Suideras (1877-1948)
      - Herman Franciscus Maria baron van Voorst tot Voorst (1886-1971), luitenant-generaal

    - Joan Maria baron van Voorst tot Voorst (1851-1939), lid Provinciale en Gedeputeerde Staten van Overijssel; trouwde in 1875 met Pauline Frederique Elisabeth Marie van Sonsbeeck (1851-1922) waardoor Landgoed Den Alerdinck II in de familie Van Voorst kwam (en tot nu toe is gebleven)

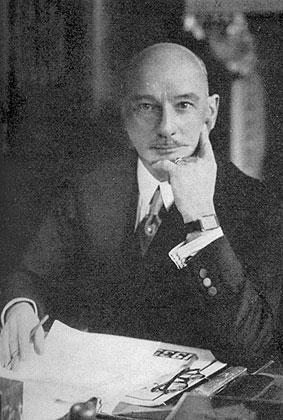
Alexander Eppo van Voorst tot Voorst

- -     -       - Mr. Alexander Eppo baron van Voorst tot Voorst (1880-1965), commissaris van de Koningin in Overijssel
        - Marie Louise Johanna barones van Voorst tot Voorst (1907-2009), medewerkster Iconografisch Bureau; trouwde in 1927 met jhr. dr. Eugène Octave Marie van Nispen tot Sevenaer (1895-1957), kunsthistoricus, directeur Rijksdienst voor de Monumentenzorg

      - Mr. Godfried Roderic baron van Voorst tot Voorst (1886-1967), directeur verzekeringsmaatschappij
        - Beatrix Thérèse Marie barones van Voorst tot Voorst (1914-1974); trouwde in 1939 met jhr. mr. Louis Maria Emile von Fisenne (1911-1990), burgemeester
        - Roderic Paul Marie baron van Voorst tot Voorst (1917-1988), directeur verzekeringsmaatschappij, heemraad Waterschap Salland, kamerheer van de koningin voor Overijssel, in 1987 oprichter en directeur van  B.V. Landgoed Den AIerdinck II
          - Seger Emmanuel baron van Voorst tot Voorst (1961), directeur Nationaal Park De Hoge Veluwe, honorair consul van België in Overijssel en Gelderland

        - Mr. Seger Jan Joseph baron van Voorst tot Voorst (1927-2014), ambassadeur; trouwde in 1955 met jkvr. Carola Marie AIexandra de Blocq van Scheltinga (1929-2025), dochter van jhr. Daniël de Blocq van Scheltinga (1903-1962), burgemeester, en Elisabeth Dorothea Alwina Henriette Gräfin von der Goltz (1904-1997), dochter van Karl Leopold Eugen Graf von der Goltz (1864-1944), Pruisische generaal-majoor der cavalerie en vleugeladjudant van keizer Willem II van Duitsland, ook na zijn vertrek naar Nederland

  - Walter baron van Voorst tot Voorst (1844-1922), paardenfokker
    - Eduardus Ludovicus baron van Voorst tot Voorst (1874-1945), sportschutter
    - Franciscus baron van Voorst tot Voorst (1884-1955); trouwde in tweede echt in 1923 met jkvr. (Belgisch: burggravin) Antoinette van Aefferden (1895-1976); kinderen uit dit huwelijk lieten zich incorporeren in de Belgische adel

  - Mr. Arthur Eduard Joseph baron van Voorst tot Voorst (1858-1928), commissaris van de Koningin in Noord-Brabant

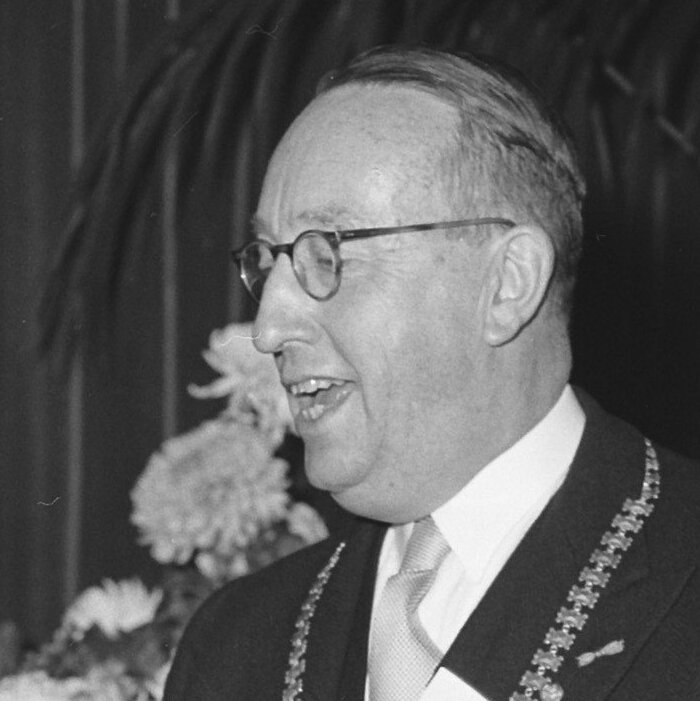
Eduard Hendrik Joan baron van Voorst tot Voorst

- -     - Mr. Eduard Hendrik Joan baron van Voorst tot Voorst (1892-1972), lid Gedeputeerde Staten van Gelderland, burgemeester van Tilburg
      - Maria Clara Joanna barones van Voorst tot Voorst (1923-2008); trouwde in 1949 met mr. Frans Joseph Johan Lodewijk van Lanschot (1909-1999), burgemeester van Geldrop, lid Provinciale Staten Noord-Brabant
      - Theresia Maria Ludovica barones van Voorst tot Voorst (1932); trouwde in 1958 met mr. dr. Piet-Hein Houben (1931-2021), buitengewoon en gevolmachtigd ambassadeur 1977-, laatstelijk in Italië 1990-1995
      - Berend-Jan baron van Voorst tot Voorst (1944-2023), commissaris van de Koningin in Limburg en staatssecretaris in het kabinet-Lubbers II (Europese Zaken) en Lubbers III (Defensie)

  - Leonore Marie Antoinette Alphonsine barones van Voorst tot Voorst (1860-1936), kunstschilderes
- Godefridus Alexander Xaverius baron van Voorst tot Voorst (1774-1826)
  - Mechtildis Anna Maria Josepha Antonia barones van Voorst tot Voorst (1801-1881); trouwde in 1831 met Adolphe François Antoine Joseph baron de Bounam de Rijckholt (1800-1868), burgemeester